# Mary Kay LeTourneau
Mary Kay LeTourneau, später Mary Fualaau, geborene Mary Katherine Schmitz (* 30. Januar 1962 in Tustin, Kalifornien; † 6. Juli 2020 in Des Moines, Washington), war eine US-amerikanische Lehrerin. Sie wurde durch den Missbrauch eines Schülers bekannt.

## Leben
Mary Kay Schmitz war die Tochter des ehemaligen kalifornischen Kongressabgeordneten John G. Schmitz; sie wurde als viertes von sieben Kindern geboren. Ihr älterer Bruder Joseph E. Schmitz war von 2002 bis 2005 Generalinspekteur im Pentagon und später außenpolitischer Berater im Stab des US-Präsidenten Donald Trump.
Sie besuchte die Cornelia Connelly High School in Anaheim und im Anschluss daran die Arizona State University. Hier lernte sie auch ihren ersten Ehemann Steve LeTourneau kennen, mit dem sie ihre ersten beiden Kinder bekam. Durch den Job ihres Ehemanns bedingt lebten sie in den Bundesstaaten Alaska und Washington. 1989 erwarb sie ihren Abschluss als Lehrerin an der Seattle University.
Mary LeTourneau war 34 Jahre alt, als sie 1996 mit ihrem damals 12-jährigen Schüler Vili Fualaau ein Verhältnis begann. Ihr Ehemann fand schließlich die Liebesbriefe, und dessen Cousin zeigte die Lehrerin bei den Behörden an. Steve LeTourneau ließ sich scheiden und zog mit den vier gemeinsamen Kindern nach Alaska.
LeTourneau wurde 1997 zu sechs Monaten Haft und einer Therapie verurteilt. Der Kontakt zu ihrem ehemaligen Schüler wurde ihr verboten. Kurz nach ihrer Freilassung wurde LeTourneau zusammen mit Vili in ihrem Auto von einer Polizeistreife entdeckt und wegen Verstoßes gegen ihre Entlassungsauflagen verhaftet. Wegen weiterer Sexualkontakte zu Vili wurde sie zu einer Gefängnisstrafe von siebeneinhalb Jahren verurteilt, und ein lebenslanges Kontaktverbot wurde verhängt.
LeTourneau wurde am 4. August 2004 auf Bewährung freigelassen. Zwei Tage nach ihrer Freilassung beantragte Vili Fualaau bei Gericht die Aufhebung des Kontaktverbotes. Dem Antrag wurde schließlich stattgegeben. LeTourneau und Fualaau heirateten am 20. Mai 2005 in Woodinville, einem Vorort von Seattle. Aus dieser Beziehung gingen zwei Töchter hervor, die von Fualaaus Mutter aufgezogen wurden. Im August 2019 wurde das Paar geschieden.
Mary Fualaau erlag im Juli 2020 im Alter von 58 Jahren einer Krebserkrankung.

## Rezeption
Im Jahr 2000 wurde das Geschehen unter dem Titel All-American Girl: The Mary Kay LeTourneau Story (deutscher Titel Mary Kay Letourneau – Eine verbotene Liebe) mit Penelope Ann Miller und Omar Anguiano in den Hauptrollen verfilmt. Eine weitere Verfilmung aus dem Jahr 2006 unter dem Titel Tagebuch eines Skandals folgte dem Roman Notes on a Scandal von Zoë Heller aus dem Jahr 2003, der seinerseits durch die Geschichte von Mary Fualaau angeregt worden war, jedoch letztlich eine völlig andere Story erzählte.
Samy Burchs Drehbuch zu May December basiert ebenfalls lose auf dem Fall. Todd Haynes verfilmte es 2023 mit Natalie Portman und Julianne Moore in den Hauptrollen.
Anfang 2024 wurde der Dokumentarfilm Berühmt und Berüchtigt: Der Fall Mary Kay Letourneau vom ZDF ausgestrahlt.